# Martial Biguet
Martial Biguet (* 11. Juni 1971) ist ein ehemaliger zentralafrikanischer Sprinter, der sich auf den 400-Meter-Lauf spezialisiert hatte.

## Sportliche Laufbahn
Biguet trat bei den Olympischen Sommerspielen 1992 in Barcelona und 1996 in Atlanta an. Im Wettlauf über 400 m schied er jeweils im Vorlauf aus.